# Campionato croato di scacchi
Il Campionato croato di scacchi (Prvenstvo Hrvatske u šahu) è un torneo che si svolge in Croazia per determinare il campione nazionale di scacchi.
Fino al 1991, quando la Croazia faceva parte della Repubblica Socialista Federativa di Jugoslavia, il torneo non era un vero e proprio campionato nazionale, in quanto la Croazia non esisteva come stato indipendente. I tornei si svolsero con cadenza irregolare e qualche volta furono Open (aperto anche a giocatori non croati).
Dal 1992, con l'indipendenza della Croazia, il campionato è organizzato dalla Federazione Scacchistica Croata (Hrvatski šahovski savez) con il nome "Prvenstvo Hrvatske u šahu" (Campionato di scacchi della Croazia). Da allora si è svolto con cadenza annuale, con la sola eccezione del 1997.

## Albo dei vincitori

### Campionati dal 1940 al 1989
| Anno | Vincitore/i               |
| ---- | ------------------------- |
| 1940 | Braslav Rabar             |
| 1943 | Ivan Jerman, Ivo Tekavčič |
| 1946 | Braslav Rabar             |
| 1947 | Braslav Rabar             |
| 1951 | Andrija Fuderer           |
| 1952 | Mato Damjanović           |
| 1956 | Mario Bertok              |
| 1959 | Mato Damjanović           |
| 1960 | Mijo Udovčić              |
| 1964 | Mario Bertok              |
| 1965 | Juraj Nikolac             |
| 1967 | Zvonko Grdinić            |
| 1969 | Vlado Kovačević           |
| 1971 | Vlado Kovačević           |
| 1972 | Stanko Košanski           |
| 1973 | Ivan Nemet                |
| 1974 | Vladimir Bukal            |
| 1982 | Dražen Čvorović           |
| 1984 | Nenad Ferčec              |
| 1985 | Darko Anić                |
| 1987 | Filip Ljubičić            |
| 1988 | Rikard Medančić           |
| 1989 | Dragan Novaković          |

### Campionati nazionali dal 1992
| Anno      | Località         | Vincitore         |
| --------- | ---------------- | ----------------- |
| 1992      | Đakovo           | Ognjen Cvitan     |
| 1993      | Zagabria         | Davor Rogić       |
| 1994      | Parenzo          | Filip Ljubičić    |
| 1995      | Pola             | Goran Dizdar      |
| 1996      | Pola             | Robert Zelčić     |
| 1998      | Pola             | Robert Zelčić     |
| 1999      | Pola             | Ivan Žaja         |
| 2000      | Pola             | Ivan Žaja         |
| 2001      | Pola             | Mladen Palac      |
| 2002      | Zagabria         | Ivica Armanda     |
| 2003      | Portalbona       | Robert Zelčić     |
| 2004      | Zagabria         | Mladen Palac      |
| 2005      | Vukovar          | Krunoslav Hulak   |
| 2006      | Kutina           | Zdenko Kožul      |
| 2007      | Spalato          | Hrvoje Stević     |
| 2008      | Fiume            | Mladen Palac      |
| 2009      | Otočac           | Ivan Šarić        |
| 2010      | Marija Bistrica  | Ante Brkić        |
| 2011      | Abbazia          | Mladen Palac      |
| 2012      | Plitvička Jezera | Hrvoje Stević     |
| 2013      | Parenzo          | Ivan Šarić        |
| 2014      | Abbazia          | Aloizije Janković |
| 2015/2016 | Parenzo          | Zdenko Kožul      |
| 2017      | Valpovo          | Marin Bosiočić    |
| 2018      | Požega           | Ivan Šarić        |
| 2019      | Bjelovar         | Marin Bosiočić    |
| 2020      | Vinkovci         | Sasa Martinovic   |
| 2021      | Fiume            | Zdenko Kožul      |
| 2022      | Spalato          | Ivan Šarić        |
| 2023      | Zagabria         | Leon Livaić       |

## Campioni femminili
| Anno | Vincitore           |
| ---- | ------------------- |
| 1991 | Albina Paraminski   |
| 1992 | Vlasta Maček        |
| 1993 | Mirjana Medić       |
| 1994 | Mirjana Medić       |
| 1995 | Mirjana Medić       |
| 1996 | Mirjana Medić       |
| 1998 | Zonca Puljek Salai  |
| 1999 | Vlasta Maček        |
| 2002 | Rajna Šargać        |
| 2003 | Mirjana Medić       |
| 2004 | Rajna Šargać        |
| 2006 | Mirjana Medić       |
| 2007 | Borka Frančišković  |
| 2008 | Borka Franćišković  |
| 2009 | Borka Frančišković  |
| 2010 | Borka Frančišković  |
| 2011 | Borka Frančišković  |
| 2012 | Mirjana Medić       |
| 2013 | Borka Frančišković  |
| 2014 | Valentina Golubenko |
| 2015 | Borka Frančišković  |
| 2016 | Kristina Šarić      |
| 2017 | Ana Berke           |
| 2018 | Ana Berke           |
| 2020 | Paricija Vujnovic   |
| 2021 | Ena Cvitan          |
| 2022 | Ena Cvitan          |

## Campione di scacchi per corrispondenza
10.Zvonko Krečak (2005-20079 
11.Leonardo Ljubičić (2007-2009)  
12.Željko Ivanović, Vuk-Tadja Barbarić 
13.Leonarfo Jerković (2015-2017)  
14.Franjo Lovaković (2017-2019)  
15.Vuk-Tadja Barbarić, Zvonko Juras (2019-2021)  